# Bill Nieder
William Henry Nieder, detto Bill (Hempstead, 10 agosto 1933 – Angels Camp, 7 ottobre 2022), è stato un pesista statunitense.
Ha vinto un oro e un argento olimpico rispettivamente nelle edizioni di Roma 1960 e Melbourne 1956.

## Palmarès
| Anno | Manifestazione | Sede      | Evento         | Risultato | Misura  | Note            |
| ---- | -------------- | --------- | -------------- | --------- | ------- | --------------- |
| 1956 | Olimpiadi      | Melbourne | Getto del peso | Argento   | 18,18 m |                 |
| 1960 | Olimpiadi      | Roma      | Getto del peso | Oro       | 19,68 m | Record olimpico |